# میکائلا اینبرگ
میکائلا اینبرگ (انگلیسی: Mikaela Johanna Emilia Ingberg؛ زادهٔ ۲۹ ژوئیهٔ ۱۹۷۴) پرتاب‌گر نیزه اهل فنلاند است. بهترین پرتاب شخصی او ۶۴.۰۳ متر است که در سپتامبر ۲۰۰۰ در برلین به دست آمد. در طول دوران حرفه‌ای‌اش به او لقب «میکّه» (به فنلاندی: Mikke) داده بودند.